# Djohong
Djohong est une commune du Cameroun située dans la région de l'Adamaoua et le département du Mbéré.

## Population
Lors du recensement de 2005, la commune comptait 24 445 habitants, dont 4 145 pour Djohong Ville.

## Structure administrative de la commune
Outre Djohong proprement dit, la commune comprend les villages suivants :
- Batouré Djibo
- Batouré-Zim
- Béka Pétél
- Borogop
- Daré
- Djaoro-Moné
- Gangdinang
- Gbagbari
- Gbaboua
- Gbatoua-Banam
- Laïndé-Mami
- Mbella-Ngou
- Mbéwé
- Nabémo
- Ndawé
- Yamba-Ngou
- Yarmbang

## Faune
En référence au lieu de sa découverte, une espèce d'amphibiens de la famille des Bufonidae porte son nom : Sclerophrys djohongensis.